# 尤耶亞科國家公園

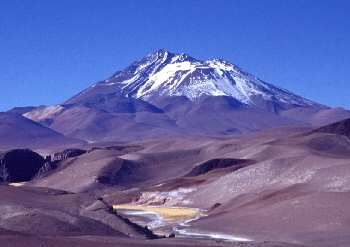

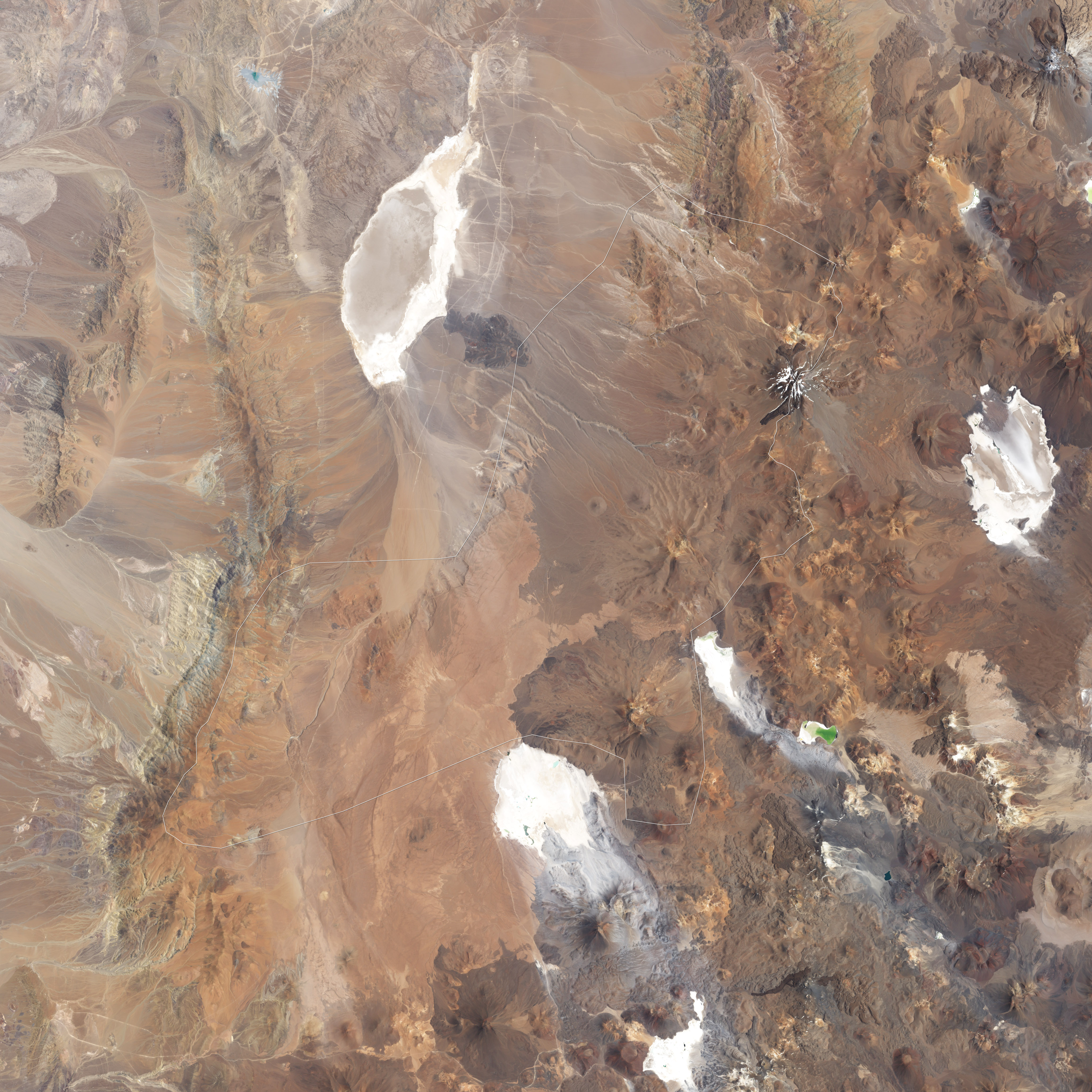

尤耶亞科國家公園是智利的國家公園，位於該國北部，距離安托法加斯塔275公里，由安托法加斯塔大區負責管轄，成立於1995年，面積2,687平方公里。

## 外部連結
- （西班牙文） Parque Nacional Llullaillaco